# Yuka Ishii
Yuka Ishii (石井 遊佳, Ishii Yūka) (Hirakata, 1963) é uma escritora japonesa. Conquistou o 145° Prêmio Akutagawa e o 49° Prêmio Shincho para Novos Escritores com a obra Hyakunen doro.

## Biografia
Ishii nasceu em Hirakata, Osaka e viveu lá durante seus primeiros anos escolares. Mais tarde, ela se mudou para Tóquio, onde se formou na Universidade de Waseda e trabalhou em uma variedade de empregos de meio período, incluindo vendedora de loja de departamentos e recepcionista de lanches, enquanto escrevia histórias em seu tempo livre. Depois de quase ganhar um prêmio literário aos 33 anos, ela voltou para a casa de seus pais em Osaka para tentar escrever em tempo integral. Em 2000, Ishii voltou a Tóquio para fazer um estudo de graduação em Budismo na Universidade de Tóquio.
Em 2014, Ishii mudou-se para Chenai, Índia, onde seu marido trabalhava como pesquisador da língua sânscrita. Ela então começou a trabalhar como professora de língua japonesa. Ela fez sua estréia literária aos 54 anos com seu romance Hyakunen doro, sobre as consequências de uma enchente que ocorre uma vez em um século. A história foi baseada em suas experiências em Chenai durante as inundações no sul da Índia em 2015. Hyakunen doro ganhou o 49º Prêmio Shincho para Novos Escritores e também o 158º Prêmio Akutagawa, com Chisako Wakatake.
Ela nomeou Gabriel García Márquez e Yukio Mishima como dois de seus autores favoritos.

## Prêmios
- 49º Prêmio Shincho para Novos Escritores (2017)[6]
- 158º Prêmio Akutagawa (2017下)[11]

## Obras
- Hyakunen doro (百年泥), Shinchosha, 2018,ISBN 9784103515319